# كيفن ماتسون
كيفن ماتسون (بالإنجليزية: Kevin Mattson)‏ هو مؤرخ أمريكي، ولد في 1966.